# Система за аварийно спасяване
Система за аварийно спасяване (на английски: Launch escape system; на руски: Система аварийного спасения) или съкр. САС е бордова система, част от ракетно-космическия комплекс, предназначена за спасяване на екипажа на космическия кораб в случай на възникване на аварийна ситуация в ракетата носител.

## Принцип на действие
Системата представлява твърдогоривен ракетен ускорител, закрепен подвижно за връхната част на космическия кораб. Основната и част е ракетния двигател. Системата е тежка и отнема около 10% от полезния товар на кораба. Тя е необходима, защото практически екипажа няма никакъв шанс за спасение при авария на старта или веднага след него. На последните етапи на предстартовата подготовка целия наземен персонал напуска стартовата площадка и астронавтите остават сами в космическия кораб. Петнадесет минути преди старта САС се привежда в готовност. От този момент до издигането на ракетата в горните слоеве на атмосферата системата може да евакуира кораба във всеки един момент. При щатен режим се отделя малко след старта. При аварии на големи височини спасението на екипажа се осъществява чрез отделяне на спускаемия апарат, който осъществява аеродинамично спиране в атмосферата и меко кацане с помощта на основния парашут.

## Характеристики
САС трябва да е така проектирана, че да осигурява евакуация на екипажа при авария от момента на предстартовата подготовка до издигането на кораба на определена височина. При това системята не трябва да е прекалено тежка, но е необходимо (поради местоположението и) да има отлична аеродинамика, за да не влошава аеродинамиката на космическия кораб. САС е сложен механизъм. Основните и компоненти са:
- Автоматика на САС – електронен блок, програмно – времево устройство, захранващ блок, жироскоп и бордово окабеляване;
- Двигателна установка на САС – най-често твърдогоривен двигател или двигатели;
- Двигатели на главния обтекател;
- Механизми и агрегати на САС, поместени в главния обтекател – решетъчни стабилизатори, връхни опори, механизъм на аварийното скачване, противопожарна система и т.н.

## Случаи на сработване на САС
- 21 ноември 1960 г. Мъркюри-Редстоун 1 – авария с ракетата носител 2 сек. след старта; капсулата е спасена.
- 25 април 1961 г. Мъркюри-Атлас 3 – авария с ракетата носител на 5 км. височина; капсулата е спасена.
- 27 септември 1967 г. 4 Л – авария с ракетата носител на 65 км. височина; капсулата е спасена.
- 22 ноември 1967 г. 5 Л – авария с ракетата носител 4 сек. след старта на втората степен; капсулата е спасена.
- 20 януари 1969 г. 13 Л – авария с ракетата носител на старта; капсулата е спасена.
- 26 септември 1983 г. Союз Т-10-1 – авария с ракетата носител; космонавтите са спасени.
- 11 октомври 2018 г. Союз МС-10 – авария с ракетата носител; космонавтите са спасени.